# 黒神直久
黒神 直久（くろかみ なおひさ、1907年〈明治40年〉12月5日 - 1987年〈昭和62年〉5月11日）は、日本の政治家、神職。山口県徳山市長（3期）、神社本庁総長を歴任した。

## 経歴
山口県都濃郡徳山町（現・周南市）の遠石八幡宮宮司の家に生まれる。1930年（昭和5年）3月、國學院大學神道部卒業。1932年（昭和7年）3月、県社祐綏神社社司、1933年（昭和8年）5月、県社児玉神社社司、1938年（昭和13年）2月、県社遠石八幡宮社司などを歴任し、この間、徳山町立実業実践学校講師を務めた。1947年（昭和22年）3月、徳山市復興土地区画整理委員会副委員長、同委員長などを務めた。
1952年（昭和27年）8月24日付で徳山市長の池清が健康上の理由により辞職。同年8月31日に行われた市長選挙に立候補し初当選した。市長在任中は長谷川、池両市長の市政を引継ぎ戦災復興事業を終結させたほか、競艇事業の開催、徳山動物園の建設、市民館建設、工場誘致、民間放送「ラジオ山口」の誘致、向道村の合併などを実現した。
1961年（昭和36年）5月21日、市長を辞職した。
1980年（昭和55年）、神職最高位の浄階となった。
1983年（昭和58年）、神社本庁総長に就任。ほか、徳山商工会議所会頭、山口國學院講師、山口県教育委員、ラジオ山口取締役、徳山森林組合長、(株)三興会長、山口放送取締役を務めた。
1987年（昭和62年）5月11日、肺気腫のため死去した。